# Convention de jonglerie

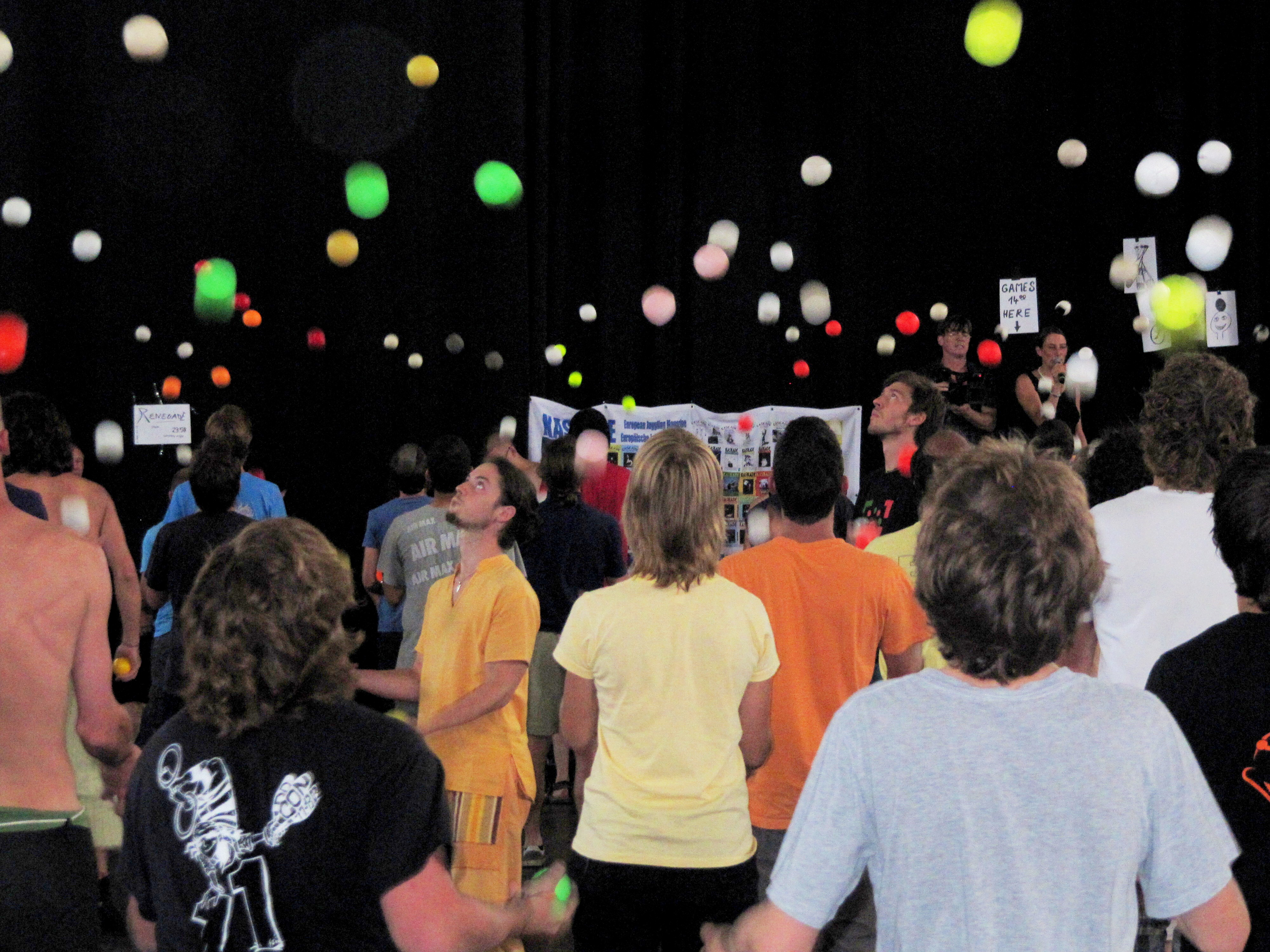
Convention Européenne de Jonglerie à Munich, 2011.

Une convention de jonglerie est une manifestation à but non-lucratif qui fournit un lieu d’échanges sur plusieurs jours aux jongleurs et artistes, amateurs et professionnels dans une atmosphère conviviale et non-compétitive. Il s’agit avant tout d’une grande fête du jonglage sous toutes ses formes : à la fois festival, par les spectacles et les animations qui sont offerts au public, et congrès, au travers des ateliers proposés, la présence des professionnels du spectacle et des vendeurs de matériels de cirque.
Outre les animations qui se déroulent, un véritable petit village est installé, où se trouve une restauration, un bar, un lieu de spectacles, un espace pour dormir ou un camping, ainsi que des gymnases qui servent d’espace d’entraînement et de lieu d’hygiène (toilettes et douches). La vie s’y déroule en continue et il est fréquent que les premiers réveillés croisent les derniers à aller se coucher. C’est pourquoi, au moins un endroit de la convention est généralement ouvert 24 h/24.
L’objectif prioritaire de la plupart des conventions de jonglage est de disposer d’un lieu principal (chapiteau, gymnase ou salle), où tout participant peut jongler librement, partager et apprendre des astuces. Des ateliers de perfectionnement (workshops) plus formels sont souvent organisés, dans lesquels des jongleurs experts travaillent avec de petits groupes sur des compétences et des techniques spécifiques.
En général, la programmation inclut : scène ouverte, scène de feu, gala, renegade, workshops, jeux de la jongle et parade.
Pour le reste, chaque convention est unique et comme la Jonglerie, la Convention devrait changer, se développer, être inspirée, être flexible et créative. La même convention peut être différente d’édition en édition (d’autres organisateurs, dans un lieu différent, avec d’autres animations, d’autres personnes...).
La dernière chose à noter est que ces conventions sont généralement organisées avec les jongleurs, pour les jongleurs. Dans l’idéal, chacun offre de son temps et de son expertise gratuitement, se responsabilise et facilite le bon déroulement de l’événement. Tout le monde peut progresser dans sa discipline, mais chacun choisit sa propre aventure.

## Dans le monde
La première convention nationale, l’IJA Festival, voit le jour aux États-Unis à Pittsburgh en Pennsylvanie en 1948.
En Europe, la Convention européenne de jonglerie existe depuis 1978. Elle regroupe annuellement des participants de tous les pays pendant une semaine.
Il existe des conventions nationales dans de nombreux autres pays : en Angleterre, la British Juggling Convention (en) (BJC) existe depuis 1988 ; en Israël, l’Israeli Juggling Convention (IJC), quinzième édition en 2007 ; en Belgique, en Allemagne, en France depuis 2008, au Japon.
Parmi les conventions qui comptent le plus grand nombre de participants, la Convention Européenne de Jonglerie (EJC) et le festival de l'IJA aux États-Unis ont lieu en été. La convention britannique (BJC) a lieu au printemps et la convention israelienne à Pâques.

### Dates et lieux des conventions de l'EJC, IJA, CFJ et BJC
| Année | Convention Française de Jonglerie                         | Convention Européenne de Jonglerie       | Convention Britannique de Jonglerie | IJA Festival                                   |
| ----- | --------------------------------------------------------- | ---------------------------------------- | ----------------------------------- | ---------------------------------------------- |
| 2026  |                                                           | EJC 48: Ptuj, Slovénie                   |                                     |                                                |
| 2025  |                                                           | EJC 47: Papendal, Pays Bas               | BJC 35: Essex                       |                                                |
| 2024  | 17. Bigoud'N'Jongle Vezin-le-Coquet                       | EJC 46: Ovar, Portugal                   | BJC 34: Lytham St Annes             |                                                |
| 2023  | 16. Mamagabe Poitiers                                     | EJC 45: Lublin, Pologne                  | BJC 33: Ramsgate                    |                                                |
| 2022  |                                                           | EJC 44: Tres Cantos, Espagne             | BJC 32: Ramsgate                    |                                                |
| 2021  | 14. Mamagabe Poitiers                                     | EJC 43: Hanko, Finlande                  | BJC 32: Perth                       |                                                |
| 2020  | 13. Jongl’ Ô Païs Vanosc                                  |                                          |                                     |                                                |
| 2019  | 12. Glühwein Habsheim 11. Bigoud'N'Jongle Vezin-le-Coquet | EJC 42: Newark, Royaume-Uni              |                                     |                                                |
| 2018  | 10. Au Bout Des Doigts Ambérieu-en-Bugey                  | EJC 41: Azores, Portugal                 | BJC 31: Canterbury                  |                                                |
| 2017  | 9. West Coast Convention Saint Viaud                      | EJC 40: Lublin, Pologne                  | BJC 30: Nottingham                  |                                                |
| 2016  | 8. Jongl’ Ô Païs Vanosc                                   | EJC 39: Almere, Pays-Bas                 | BJC 29: Perth                       |                                                |
| 2015  | 7. Les Irréductibles Collinée                             | EJC 38: Brunico, Italie                  | BJC 28: Darton                      |                                                |
| 2014  | 6. Mamagabe Poitiers                                      | EJC 37: Millstreet, Irlande              | BJC 27: Darton                      |                                                |
| 2013  |                                                           | EJC 36: Toulouse, France                 | BJC 26: Pickering                   |                                                |
| 2012  | 5. Boudu la jongle Toulouse                               | EJC 35: Lublin, Pologne                  | BJC 25: Southend                    |                                                |
| 2011  | 4. Bigoud'N'Jongle Vezin-le-Coquet                        | EJC 34: Munich, Allemagne                | BJC 24: Nottingham                  | IJA 64: Rochester, Minnesota                   |
| 2010  | 3. West Coast Convention Nantes                           | EJC 33: Joensuu, Finlande                | BJC 23: Huddersfield                | IJA 63: Sparks, Nevada                         |
| 2009  | 2. Carvin                                                 | EJC 32: Vitoria, Espagne                 | BJC 22: Norwich                     | IJA 62: Winston-Salem, Caroline du Nord        |
| 2008  | 1. Carvin                                                 | EJC 31: Karlsruhe, Allemagne             | BJC 21: Doncaster                   | IJA 61: Lexington, Kentucky                    |
| 2007  |                                                           | EJC 30: Athènes, Grèce                   | BJC 20: Nottingham                  | IJA 60: Winston-Salem, Caroline du Nord        |
| 2006  |                                                           | EJC 29: Millstreet, Irlande              | BJC 19: Bodmin                      | IJA 59: Portland, Oregon                       |
| 2005  |                                                           | EJC 28: Ptuj, Slovénie                   | BJC 18: Perth,                      | IJA 58: Davenport, Iowa                        |
| 2004  |                                                           | EJC 27: Carvin, France                   | BJC 17: Derby                       | IJA 57: Buffalo, New York                      |
| 2003  |                                                           | EJC 26: Svendborg, Danemark              | BJC 16: Brighton                    | IJA 56: Reno, Nevada                           |
| 2002  |                                                           | EJC 25: Brême, Allemagne                 | BJC 15: Whitstable                  | IJA 55: Reading, Pennsylvanie                  |
| 2001  |                                                           | EJC 24: Schiedam/Rotterdam, Pays-Bas     | BJC 14: Cardiff                     | IJA 54: Madison, Wisconsin                     |
| 2000  |                                                           | EJC 23: Karlsruhe (Allemagne)            | BJC 13: York                        | IJA 53: Montréal (Canada)                      |
| 1999  |                                                           | EJC 22: Grenoble, France                 | BJC 12: Durham                      | IJA 52: Niagara Falls, New York                |
| 1998  |                                                           | EJC 21: Edimbourg (Royaume-Uni)          | BJC 11: Bristol                     | IJA 51: Primm (Nevada, États-Unis)             |
| 1997  |                                                           | EJC 20: Turin (Italie)                   | BJC 10: Nottingham                  | IJA 50: Pittsburgh (Pennsylvanie, États-Unis)  |
| 1996  |                                                           | EJC 19: Grenoble (France)                | BJC 9: Edimbourg                    | IJA 49: Rapid City (Dakota du Sud, États-Unis) |
| 1995  |                                                           | EJC 18: Gothembourg, Suisse              | BJC 8: Norwich                      | IJA 48: Las Vegas, Nevada                      |
| 1994  | 8. Le Mans                                                | EJC 17: Hagen, Allemagne                 | BJC 7: Manchester                   | IJA 47: Burlington, Vermont                    |
| 1993  |                                                           | EJC 16: Leeds, Royaume-Uni               | BJC 6: Birmingham                   | IJA 46: Fargo, Dakota du Nord                  |
| 1992  |                                                           | EJC 15: Bañolas, Espagne                 | BJC 5: Coventry                     | IJA 45: Montréal, Canada                       |
| 1991  |                                                           | EJC 14: Vérone, Italie                   | BJC 4: Leeds                        | IJA 44: St Louis, Missouri                     |
| 1990  |                                                           | EJC 13: Oldenbourg, Allemagne            | BJC 3: Exeter                       | IJA 43: Los Angeles, Californie                |
| 1989  | 5. Toulouse                                               | EJC 12: Maastricht, Pays-Bas             | BJC 2: Bath                         | IJA 42: Baltimore, Maryland                    |
| 1988  |                                                           | EJC 11: Bradford (Royaume-Uni)           | BJC 1: Londres                      | IJA 41: Denver (Colorado, États-Unis)          |
| 1987  |                                                           | EJC 10: Saintes (France)                 |                                     | IJA 40: Akron (Ohio, États-Unis)               |
| 1986  |                                                           | EJC 9: Castellar (Espagne)               |                                     | IJA 39: San José (Californie, États-Unis)      |
| 1985  |                                                           | EJC 8: Louvain-la-Neuve (Belgique)       |                                     | IJA 38: Atlanta (Géorgie, États-Unis)          |
| 1984  |                                                           | EJC 7: Francfort-sur-le-Main (Allemagne) |                                     | IJA 37: Las Vegas (Nevada, États-Unis)         |
| 1983  |                                                           | EJC 6: Laval, France                     |                                     | IJA 36: Purchase, New York                     |
| 1982  |                                                           | EJC 5: Copenhague, Danemark              |                                     | IJA 35: Santa Barbara (Californie)             |
| 1981  |                                                           | EJC 4: Londres, Royaume-Uni              |                                     | IJA 34: Cleveland, Ohio                        |
| 1980  |                                                           | EJC 3: Londres, Royaume-Uni              |                                     | IJA 33: Fargo, Dakota du Nord                  |
| 1979  |                                                           | EJC 2: Newport-on-Tay, Royaume-Uni       |                                     | IJA 32: Amherst, Massachusetts                 |
| 1978  |                                                           | EJC 1: Brighton, Royaume-Uni             |                                     | IJA 31: Eugene, Oregon                         |
| 1977  |                                                           |                                          |                                     | IJA 30: Newark, Delaware                       |
| 1976  |                                                           |                                          |                                     | IJA 29: Los Angeles, Californie                |
| 1975  |                                                           |                                          |                                     | IJA 28: Youngstown, Ohio                       |
| 1974  |                                                           |                                          |                                     | IJA 27: Sarasota, Floride                      |
| 1973  |                                                           |                                          |                                     | IJA 26: Livingston, New Jersey                 |
| 1972  |                                                           |                                          |                                     | IJA 25: Rocky Hill, Connecticut                |
| 1971  |                                                           |                                          |                                     | IJA 24: Rocky Hill, Connecticut                |
| 1970  |                                                           |                                          |                                     | IJA 23: Los Angeles, Californie                |
| 1969  |                                                           |                                          |                                     | IJA 22: Los Angeles, Californie                |
| 1968  |                                                           |                                          |                                     | IJA 21: San Mateo, Californie                  |
| 1967  |                                                           |                                          |                                     | IJA 20: Phalsbourg, New York                   |
| 1966  |                                                           |                                          |                                     | IJA 19: Salem, Massachusetts                   |
| 1965  |                                                           |                                          |                                     | IJA 18: Bronx, New York                        |
| 1964  |                                                           |                                          |                                     | IJA 17: Wheeling, Virginie                     |
| 1963  |                                                           |                                          |                                     | IJA 16: Wickford, Rhode Island                 |
| 1962  |                                                           |                                          |                                     | IJA 15: Érié, Pennsylvanie                     |
| 1961  |                                                           |                                          |                                     | IJA 14: Bristol, Tennessee                     |
| 1960  |                                                           |                                          |                                     | IJA 13: Madison, Wisconsin                     |
| 1959  |                                                           |                                          |                                     | IJA 12: Wickford, Rhode Island                 |
| 1958  |                                                           |                                          |                                     | IJA 11: Ashtabula, Ohio                        |
| 1957  |                                                           |                                          |                                     | IJA 10: Chautauqua, New York                   |
| 1956  |                                                           |                                          |                                     | IJA 9: Norwalk, Ohio                           |
| 1955  |                                                           |                                          |                                     | IJA 8: Lancaster, Pennsylvanie                 |
| 1954  |                                                           |                                          |                                     | IJA 7: Elkhart, Indiana                        |
| 1953  |                                                           |                                          |                                     | IJA 6: Érié, Pennsylvanie                      |
| 1952  |                                                           |                                          |                                     | IJA 5: Altoona, Pennsylvanie                   |
| 1951  |                                                           |                                          |                                     | IJA 4: Williamsport, New York                  |
| 1950  |                                                           |                                          |                                     | IJA 3: Jamestown, New York                     |
| 1949  |                                                           |                                          |                                     | IJA 2: Jamestown, New York                     |
| 1948  |                                                           |                                          |                                     | IJA 1: Pittsburgh, Pennsylvanie                |

## En France

### Convention française de jonglerie
La convention française de jonglerie (CFJ) est organisée par des associations organisatrices de conventions de jonglerie locales. Elle est accueillie par une ville différente chaque année et se déroule pendant une semaine environ. Les associations organisatrices sont soutenues par l’Association française de jonglerie (AFJ) créée le 19 août 2008 à Lambersart. Le soutien prend la forme de prêt financier, de conseils de la part de ses membres, et de mise à disposition de jetons pour remplacer l’argent sur site. Peut être membre du conseil d’administration tout représentant d’une convention (au moins un par convention) et tout autre jongleur à jour de sa cotisation. L’élection pour chaque prochaine édition se déroule un an à l’avance lors de l’assemblée générale des jongleurs français qui a lieu pendant chaque CFJ. Chaque jongleur participant à la CFJ peut venir à l’AG et voter.

#### Historique
- En 2008, pour fêter sa dixième convention, Carvin organise la première CFJ et réitère en 2009 pour la deuxième édition pour suppléer l’association Par Haz’Art qui rencontre alors des problèmes d’attribution de site avec la mairie de Toulouse.
- En 2010, Nantes accueille la troisième édition. L’AFJ souhaite pouvoir y élire les villes pour 2011 et 2012 pour que chaque élection puisse se faire désormais deux ans à l’avance pour permettre aux équipes de mieux se préparer à organiser l’événement : Rennes et Toulouse sont élues.
- En 2011, l’association Jongle et Rit, organisatrice de la Bigoud and Jongle accueille la quatrième édition à Vezin-le-Coquet (Ille-et-Vilaine), du 11 au 17 juillet.
- En 2012, l’association Par Haz’Art organise la cinquième édition à Toulouse.
- En 2013, l’édition est reportée à l’année suivante car la convention européenne de jonglerie a lieu en France à Toulouse.
- En 2014, l’association Mamagabe organise la sixième édition du 26 au 31 août à Poitiers.
- En 2015, la septième édition organisé par les irréductibles a lieu à Collinée.
- En 2016, la huitième édition a lieu à Vanosc par l’association Jongl’o Païs.
- En 2017, le collectif Cirkouest organisateur de la West Coast Convention accueille la CFJ à Saint-Viaud près de Nantes.
- En 2018, le collectif Au Bout des Doigts, auparavant organisateur de la convention à Villeurbanne près de Lyon organise la 10e CFJ à Ambérieu-en-Bugey du 13 au 18 juillet 2018.
- En 2019, l'association Jongle et Rit accueille pour la deuxième fois la CFJ durant la Bigoud'n Jongle. Elle a lieu à Vezin le Coquet du 23 au 28 juillet 2019.
- L'année 2019 verra une deuxième CFJ, puisque l'association "Les Nazes" organisera sa traditionnelle "Gluhwein" avec le label CFJ. elle aura lieu du 29 décembre 2019 au 3 janvier 2020[4] sur la commune d'Habsheim.
- En 2020, la CFJ a été accueillie pour la deuxième fois par la Jongl'o Païs durant le mois de juillet.
- en 2021, la convention Mamagabe de Poitiers a accueilli la CFJ du 25 au 29 aout.

### Conventions régionales de jonglerie en France
Il existe des conventions dans plusieurs villes de France regroupant de moins de 100 à 1 000 participants selon l’ampleur et la localisation de l’événement. l
La liste des conventions de France est tenue à jour sur le site de l'Association Française de Jonglerie :
- Les Arts Hachés organisé par Argument Massue dernière édition du 22 au 24 juin 2018 ;
- Bibasse à Nancy, 6e édition du 9 au 13 2018 ;
- Bigoud'n'Jongle à Vezin-le-Coquet à proximité de Rennes, organisée par l'association Jongle-et-rit, 4e CFJ en 2011, 16e édition du 18 au 21 mai 2018 ;
- Cir'convivial à Bolbec à proximité du Havre, dernière édition du 2 au 4 juin 2017 ;
- En Maine ta jongle à Angers, organisée à Feneu par l'association Maraboule. la cinquième fois en 2012 ;
- Jonglagogo à Troyes ;
- Le Jongleur est dans le pré à Nonville, 14e édition en 2015 ;
- Jonglissimo à Reims, 15e édition en 2015, est devenu depuis un festival ;
- Jonglo Païs biennale à Vanosc à proximité de Valence, 4e édition du 2 au 5 août 2018 ;
- Limouzirk près de Limoges, dernière édition du 14 au 16 septembre 2018 ;
- Mamagabe à Poitiers, sixième CFJ en 2014, 17e édition en 2016, dernière édition du 30 août au 2 septembre 2018 ;
- La Convention Parisienne de Jonglerie[6] à Paris, organisée par l'Association Parisienne de Jonglerie (APJ), 1re édition du 19 au 21 mai 2017 ;
- Tours de Pass'Pass à Saint-Étienne-de-Chigny à proximité de Tours, de l'association Passe-moi l'cirk, 6e édition du 7 au 9 septembre 2018 ;
- Turlututu à Montmélian à proximité de Chambéry, de l'association Les chapeaux Pointus, dernière édition du 4 au 6 mai 2018 ;
- West Coast Convention à Saint-Viaud à proximité de Nantes, accueille la CFJ du 12 au 16 juillet 2017.

Parmi les conventions qui ont disparu ou qui sont en sommeil :
- Alibalbal à Chadrac, près du Puy-en-Velay dernière édition du 24 au 26 juin 2006 ;
- Au Bout des doigts (ABdD) à Villeurbanne à proximité de Lyon, convention de jonglerie organisée par l'association l'AJIL[7] jusqu'en 2014, avait lieu le week-end de Pâques sur le Campus de la Doua, sixième édition en 2016 ; ABdD a depuis été repris par un collectif d'association pour la 10e CFJ à Ambérieu-en-Bugey, dans l'Ain, qui était la dernière édition.
- Aurec-sur-Loire, à côté du Puy-en-Velay, dernière édition du 26 au 28 septembre 2008 ;
- Bala Ròda à Millau, 4e et dernière édition du 28 au 30 août 2009 ;
- Les Balles Habiles de Belleville, à Paris, 10e édition en 2007 ;
- Baz'art O Biz'art, la convention de Brest organisée tous les deux ans par le Kollectif de jongleurs bretons (KJB) ;
- Bric à balles, Les Avirons sur l'ile de la Réunion dernière édition du 17 au 19 mai 2012 ;
- Boudu La Jongle à Toulouse, organisée par l'association Par Haz'Art[8] depuis 2002, 5e CFJ en 2012 et 36e convention européenne de jonglerie en 2013, 15e édition du 6 au 8 juillet 2018 à Gagnac-sur-Garonne ;
- La convention de Carvin, près de Lille, organisée par le Cirque du Bout du Monde[9], 27e EJC en 2004 et deux premières Convention française de jonglerie en 2008 et 2009 ;
- La Glühwein[10] à Habsheim à proximité de Mulhouse, convention d'hiver en Alsace depuis 2006, 14e édition du 08 au 10 février 2019 ;
- Festi'balles à Lunéville, dernière édition du 22 au 24 mai 2009 ;
- Les fous de la jongle à Saint-Hilaire-du-Thouvet dernière édition du 5 au 7 juin 2009 ;
- La Hopla Convention à Strasbourg depuis 2003, 4e édition en 2007 ;
- Joke'n Jongle à Thoissey, éditions en février 1996, 1997 et 1999 ;
- Jongle en tongle à Marseille, convention urbaine, dernière édition du 12 au 14 octobre 2018 ;
- La Jongle Précise à Précy-sur-O, 4e et dernière édition du 4 au 6 juin 2010ise ;
- Le Jonglibre à Orléans (se déroulant dans les alentours) organisée par l'association Saquagrin, vingt ans en 2015 et endormie pour une durée indéterminée ;
- Jubilajongle à Blanquefort, près de Bordeaux, 4e et dernière édition du 1er au 2 mai 2010 ;
- KarnaKonvention convention d'une journée organisée par le Karnaval Humanitaire et l'AJIL qui donnera naissance à AU Bout des Doigts dernière édition le 24 mars 2012 ;
- Mirabel-et-Blacons dernière édition du 19 au 21 octobre 2007 ;
- Molières-sur-Cèze, dernière édition du 20 au 22 juin 2008 ;
- Nâ Rozho au Chatelard 4e et dernière édition  du 15 au 17 septembre 2017 ;
- Passe la balle, anciennement Jubil'à Jongle à Bordeaux organisée par l'association Jonglargonne, 8e édition en 2015 ;
- Prends Ton Pied Des Deux Mains biennale à Vernoux-en-Vivarais à proximité de Valence, dernière édition du 2 au 4 juin 2017 ;
- Tartajongle en Basse-Normandie depuis 2006, Vire dans le Calvados, Ouistreham, Cherbourg, Bagnoles-de-l'Orne .

Convention avec une édition unique :
- Balles z'à Gogo à Saint-Laurent-de-Belzagot, du 20 au 23 août 2009 ;
- Bourgtheroulde 27, à Bourgtheroulde-Infreville près de Rouen du 20 au 23 2010 ;
- Rencontre de Jonglerie de Carsan du 24 au 25 avril 2010 ;
- Jeux de mains à Cuges-les-Pins, du 21 avril au 1er mai 2012 ;
- Jongle avec des chats tatillons à Chatillon-en-Diois du 29 septembre au 1er octobre 2006 ;
- Juggling Man, convention organisé par l'équipe d'Au Bout des Doigts qui avait perdu son site à Villeurbanne, sur le site de Jongl'O Pays, à Vanosc du 18 au 20 août 2017.
- Oriant'à Jongle à Lorient du 10 au 12 août 2012 ;
- Saint-Genouph, près de Tours du 11 au 13 septembre 2009 ;
- Saint-Juery unique édition du 9-10-11 octobre 2015.

### Conventions thématiques
La première convention de jonglerie de contact en France a lieu en 2007.
Pour l’acrobatie, la deuxième International Acrobatics European Convention a lieu à Bordeaux en 2009 sur huit jours avec environ 150 participants.
En juillet 2011, Spin ta galette est la première convention de hula-hoop française, à Vezin-le-Coquet.

### Calendrier des conventions en France
Vous pouvez retrouver le calendrier des conventions qui auront lieu en France dans l'année à venir sur la page Facebook de l'association Française de Jonglerie. Vous pouvez aussi retrouver un calendrier des évènements liés à la jonglerie sur le site juggling edge.